# Salma Hayek
Salma Hayek Pinault (/ˈhaɪɛk/ HY-ek, tiếng Tây Ban Nha: [ˈsalma ˈxaʝek]; khai sinh là Salma Valgarma Hayek Jiménez; sinh ngày 2 tháng 9 năm 1966) là một nữ diễn viên kiêm nhà sản xuất phim người Mỹ gốc México – Liban, người đã từng được đề cử các giải Oscar, Quả Cầu Vàng, Emmy và Daytime Emmy. Hayek đã xuất hiện trong hơn 30 bộ phim và là một nữ diễn viên bên ngoài Hollywood ở cả México và Tây Ban Nha. Các công việc từ thiện của cô bao gồm tăng cường nhận thức về bạo hành với phụ nữ và chống phân biệt đối xử đối với người nhập cư.
Vào tháng 7 năm 2007, The Hollywood Reporter đã xếp Hayek thứ tư trong Latino Power 50 khởi đầu của họ, đây là một danh sách các thành viên có quyền lực nhất của cộng đồng Latin ở Hollywood.. Cùng một tháng đó, một cuộc bầu chọn đã cho kết quả Hayek là "người nổi tiếng gợi tình" trong số 3000 người nổi tiếng (đàn ông và đàn bà); theo cuộc bầu chọn, "65% dân Mỹ sẽ sử dụng từ "sexy" để mô tả cô".